# 7336 Saunders
7336 Saunders eller 1989 RS1 är en asteroid i huvudbältet som upptäcktes 6 september 1989 av den amerikanske astronomen Eleanor F. Helin vid Palomar-observatoriet. Den är uppkallad efter R. Stephen Saunders.
Den tillhör asteroidgruppen Amor.